# Allodioxys limbifera
Allodioxys limbifera är en biart som först beskrevs av Pérez 1895.  Allodioxys limbifera ingår i släktet Allodioxys och familjen buksamlarbin. Inga underarter finns listade i Catalogue of Life.